# Гузинці
Гу́зинці (рос. Гузынцы, ерз. Кузым веле) — село у складі Беликоберезниківського району Мордовії, Росія. Входить до складу Гузинського сільського поселення.

## Населення
Населення — 229 осіб (2010; 235 у 2002).
Національний склад (станом на 2002 рік):
- ерзяни — 96 %